# Route nationale 451
Pour les articles homonymes, voir Route 451.
La route nationale 451 ou RN 451 était une route nationale française reliant Villemandeur à Bonnée, dans le département du Loiret. Après les déclassements de 1972, elle est devenue RD 961.

## De Villemandeur à Bonnée (D 961)
- Villemandeur (km 0)
- Lombreuil (km 8)
- Thimory (km 11)
- Lorris (km 19)
- Les Bordes (km 30)
- Bonnée (km 33)